# Puginièr
Puginièr (en francès Puginier) és un municipi del departament de l'Aude a la regió francesa d'Occitània.